# BRW108
BRW108（BRWイチマルハチ）は、日本のAV女優ユニット。

## 概要
AV業界誕生30周年の前年に立ち上げられたプロジェクトで、新旧・単体・キカタンを問わず、AV女優が所属事務所の枠を超え集まっている。
名前の由来は、ビッチ(Bitch)、リッチ(Rich)、ウィッチ(Witch)、108は人間の煩悩から来ている。
「ファン参加型」をコンセプトに様々なイベントを開催する。
人数においてはAV女優のユニットでは最大級で、選抜されたメンバーで様々な活動をしている。
台湾や香港などアジア圏での活動を積極的に行っている他、スピンオフユニットの【PINKEY】のライブイベントやCDメジャーリリース、テレビタイアップなどが行われている。

## メンバー
立ち上げイベントに参加した36名から現在に至る。2013年9月6日のサイトリニューアルでメンバーラインアップが無くなったため、5月1日時点+New Comer+カレンダーガールズをまとめる。
| - Alice - AIKA - 愛花沙也 - 愛須心亜 - 相庭ココ - 青木りん - 青山ゆい - 赤西涼 - 紅音ほたる - 朝日奈あかり - 明日花キララ - 天海つばさ - 彩城ゆりな - 綾瀬みなみ - あやみ旬果 - 荒木まい - Alice - 有村千佳 - 杏美月 - 安城アンナ - あやね遥菜 - 一ノ瀬アメリ - 糸矢めい - 雲乃亜美 - 桜花えり - 大城かえで - 大空あすか | - 大塚咲 - 大塚ひな - 大槻ひびき - 大野歩 - 大橋未久 - 丘咲エミリ - 小川あさ美 - 沖ひとみ - 沖田杏梨 - 小倉奈々 - 小澤マリア - 音無さやか - 音羽レオン - 春日由衣 - かすみ果穂 - かすみりさ - 加藤ツバキ - 上城りおな - 川越ゆい - 菅野さゆき - 北川瞳 - 木村つな - 桐谷ユリア - 栗林里莉 - 小桜沙樹 - 琥珀うた - 小峰ひなた | - 後藤えみ - さとう愛理 - 西條るり - 榊なち - 咲田ありな - 桜ここみ - 桜ちずる - さくらじゅり - 櫻井ゆうこ - 更田まき - 椎名ひかる - 篠田ゆう - 篠原杏 - 白木優子 - 白咲舞 - 翔田千里 - 周防ゆきこ - 鈴音りん - 高嶋美鈴 - 橘ひなた - 辰巳ゆい - 知花メイサ - 月城まおら - 月城ルネ - つくし - 当真ゆき - 富永苺 | - 知世奏 - 友田彩也香 - 仲夏ゆかり - 長澤あずさ - 夏風マリン - 菜月アンナ - 七瀬りの - 並木優 - 仁科百華 - 二宮ナナ - 二宮沙樹 - 乃々果花 - 蓮実クレア - 初音みのり - 初美沙希 - 羽月希 - はるか真菜 - 春菜はな - 春乃千佳 - 葉山めい - Hitomi - 妃乃ひかり - 藤嶋唯 - 藤月ちはる - 藤本リーナ - 冬月かえで - 北条麻妃 | - ほしあすか - 星崎アンリ - 星野ナミ - 堀口奈津美 - 眞木あずさ - 真木今日子 - 牧瀬みさ - 松すみれ - 松本メイ - まりか - 美里有紗 - 水城奈緒 - 水沢真樹 - 水嶋あずみ - 水元ゆうな - みづなれい - 南梨央奈 - 湊莉久 - みなもとすず - 村上涼子 - 桃乃誉 - 矢吹杏 - 優希まこと - 優見くらら - 横山みれい - RICA - 渡辺もも |

### 元メンバー
※卒業・イベントのみ参加の女優。
| - 愛あいり - 藍花 - あいださくら - 相葉レイカ - 愛音まひろ - 愛音ゆり - 青山菜々 - 晶エリー - 歩原ひかる - 杏あづさ - 安堂エリカ - 一戸のぞみ - 伊東遥 - 上原カエラ | - 大沢美加 - 大空かのん - 小沢まどか - 乙音奈々 - 佳山三花 - 桐原エリカ - 来栖ケイト - 今野梨乃 - 佐伯奈々 - 早乙女ルイ - 桜井あみ - 桜庭ハル - 紗奈 | - 佐山愛 - 雫パイン - 渋谷梨果 - 白戸もも - 鈴木きあら - 千堂ゆりあ - 竹内あい - 立花さや - 立花美涼 - 田中ありあ - 月野りさ - nao. - 夏川亜咲 | - 菜菜美ねい - Nina - 浜崎りお - 早川瀬里奈 - 原田明絵 - 瞳れん - 平井七菜子 - 藤浦めぐ - 藤崎クロエ - 星アンジェ - 星優乃 - ほしのみゆ - ましろ杏 | - 松島かえで - 間宮純 - 三浦まい - 澪 - 美緒みくる - 美咲みゆ - 水玉レモン - 村西まりな - 桃咲まなみ - 森永ひよこ - 柚本紗希 - 吉川ゆあ - RUMIKA |

## 選抜ユニット
CDジャケットなどのアートワークは篠山紀信が全面プロデュースしている。
- VITCH VITCH（天海つばさ、大橋未久、周防ゆきこ、月野りさ、二宮沙樹）[2]
  - 『Brave In Your Heart ～愛のチカラ～ / ハダカDE☆OH!サマー』

（Brave In Your Heart ～愛のチカラ～ ）作詞 - 漆野淳哉 / 作曲 - 鳥海剛史
（ハダカDE☆OH!サマー）作詞 - PROJECT-U / 作曲 - 柏木香音
（2011年11月23日、VICL-63828、Victor）
- PINKEY[3][4]
現メンバー:伊東紅、篠田ゆう、生駒はるな、長谷川モニカ、森苺莉、夏希みなみ
卒業メンバー:桐谷ユリア、大橋未久、丘咲エミリ、北川瞳、周防ゆきこ、友田彩也香、あやみ旬果、桜井彩
  - 『LOVE BEAT / FUTURE LOVE』[5]

作詞・作曲 - 平本正宏
（2012年8月22日、BRWS-0001、BRW108 RECORDS）
  - 『CHERRY VIEWoooooN』[6]

（2013年4月3日先行配信）
  - 『ドキドキDOCKIN'』

（2013年5月1日、XQFP-1024、BRW108 RECORDS・シンコーミュージック・エンタテイメント）
「ランク王国」オープニングテーマ（2013年4 - 5月、TBSテレビ）
「キューン!」エンディングテーマ（2013年5月、読売テレビ）
「白黒アンジャッシュ」オープニングテーマ（2013年5 - 7月、千葉テレビ）
  - 『Romanticが止まらない』

（2014年2月5日、BounDEE by SSNW）
C-C-Bのカバー曲。全7曲入りマキシシングルの表題曲として収録
  - 『しあわせ大国パパイヤ構想』

「ハライチの神アプリ@隆盛紀-ONLINE-」エンディングテーマ（2014年4 -、テレビ東京）
「ナイト・ミュージック」（2014年3 -、テレビ東京）

## 出演
- BRW2010（2010年4 - 6月、エンタ!371・PigooHD）

出演:ビッチ組（紅音ほたる、佐山愛 、瞳れん）、リッチ組（大空あすか、堀口奈津美、美咲みゆ）、ウィッチ組（青山ゆい、糸矢めい、水玉レモン）
- 情熱大陸（2012年9月9日、TBSテレビ）[7]

出演:PINKEY
- 白黒アンジャッシュ（2013年6月18日、千葉テレビ）

出演:PINKEY

## イベント
キャンペーンガール・ラウンドガール
スカパー!アダルト、素人参加型格闘技ハーツクラッシュ
2011年総選挙結果
愛音まひろ（10位）、明日花キララ（1位）、天海つばさ（6位）、大塚咲（3位）、大槻ひびき、大橋未久（2位）、小倉奈々（4位）、小桜沙樹、早乙女ルイ（9位）、櫻井ゆうこ、紗奈（7位）、周防ゆきこ、月野りさ（5位）、Hitomi、ほしのゆみ（8位）、堀口奈津美、美咲みゆ、矢吹杏、RICA、RUMIKA
Asia Adult EXPO（マカオ・台湾）イメージガール
VITCH VITCH（2011年）、PINKEY・安城アンナ・小川あさ美・小倉奈々（2012年）、PINKEY・羽月希・白木優子・蓮実クレア・美里有紗（2013年）

## DVD
- 湯女紀行(TOEI VIDEO)
  - 下田編 明日花キララ&星アンジェ（2010年10月21日）
  - 熱川編 かすみ果穂&美咲みゆ（11月23日）
  - 熱海編 大橋未久&天海つばさ（12月3日）
  - 梨木編 月野りさ&周防ゆきこ（2011年1月21日）
  - 野沢編 小川あさ美&ほしのみゆ（2月21日）
  - 土肥編 二宮沙樹&大塚咲（3月21日）